# Флаг Брянской области
Флаг Бря́нской области — официальный символ Брянской области Российской Федерации.

## Описание
Флаг Брянской области представляет собой полотнище бордового цвета с соотношением сторон 1:1,5.

В центре полотнища помещён герб Брянской области.
Бордовый цвет — цвет знамён, под которыми в годы Великой Отечественной войны армия и партизаны сражались за освобождение Брянщины.